# Bhan
Bhan Syedabad (en sindhi : ڀان سيدآباد) ou plus simplement Bhan est une ville pakistanaise située dans le district de Jamshoro, dans le centre de la province du Sind. C'est la troisième plus grande ville du district, après Kotri et Sehwan Sharif. Elle est située à près de vingt kilomètres au nord de cette dernière et à vingt kilomètres au sud de Dadu.
La population de la ville a été multipliée par près de six entre 1981 et 2017, passant de 6 108 habitants à 37 452. Entre 1998 et 2017, la croissance annuelle moyenne s'affiche à 5,2 %, bien supérieure à la moyenne nationale de 2,4 %. Selon le recensement de 2023, la population de la ville monte à 43 108 habitants.
|            | 1981 (rec.) | 1998 (rec.) | 2017 (rec.) | 2023 (rec.) |
| ---------- | ----------- | ----------- | ----------- | ----------- |
| Population | 6 108       | 14 241      | 37 452      | 43 108      |